# كيث إليس
كيث إليس (بالإنجليزية: Keith Ellis)‏ هو لاعب دوري الرغبي أسترالي، ولد في 1905 في ماريكفيل ‏ في أستراليا، وتوفي بنفس المكان في 4 يونيو 1972.